# Dolomedes japonicus
Espèce
Synonymes
- Dolomedes stellatus Kishida, 1936

Dolomedes japonicus est une espèce d'araignées aranéomorphes de la famille des Dolomedidae.

## Distribution
Cette espèce se rencontre au Japon, en Corée du Sud et en Chine.

## Description
Le mâle holotype mesure 18 mm.
Les mâles mesurent de 14,38 à 17,84 mm et les femelles de 17,96 à 27,06 mm.

## Systématique et taxinomie
Cette espèce a été décrite par Bösenberg et Strand en 1906.
Dolomedes stellatus a été placée en synonymie par Tanikawa et Miyashita en 2008.

## Étymologie
Son nom d'espèce lui a été donné en référence au lieu de sa découverte, le Japon.

## Publication originale
- Bösenberg & Strand, 1906 : « Japanische Spinnen. » Abhandlungen der Senckenbergischen Naturforschenden Gesellschaft, vol. 30, p. 93-422 (texte intégral).